# 平川市立葛川小中学校
平川市立葛川小中学校（ひらかわしりつ くずかわしょうちゅうがっこう）は、青森県平川市葛川にあった、小中学校併設校である。

## 概要
平川市の東部、葛川地区にあり、周辺は抑制栽培による高原野菜の栽培が盛んである。山麓地帯にあるため、平川市内の小学校・中学校では最小の規模であり、へき地教育も行われていた。全校生徒は13人（小学校5人、中学校8人・2011年現在）。

## 児童数（小学校）
Gaccom - 平川市立葛川小学校の記載より（2011年現在）。
| 学年 | 1年 | 2年 | 3年       | 4年 | 5年       | 6年 | 特別支援 | 合計       |
| ---- | --- | --- | --------- | --- | --------- | --- | -------- | ---------- |
| 学級 | 1   | 0   | 1（複式） | 0   | 1（複式） | 0   | 0        | 2（複式1） |
| 児童 | 3   | 0   | 1         | 0   | 1         | 0   | 0        | 5          |

## 生徒数（中学校）
Gaccom - 平川市立葛川中学校の記載より（2011年現在）。
| 学年 | 1年       | 2年       | 3年 | 特別支援 | 合計       |
| ---- | --------- | --------- | --- | -------- | ---------- |
| 学級 | 1（複式） | 1（複式） | 1   | 1        | 3（複式1） |
| 生徒 | 3         | 1         | 3   | 1        | 8          |

## 沿革

### 小学校（〜1947年まで）
- 1900年（明治33年）11月15日 - 葛川尋常小学校として創立する[3]。
- 1931年（昭和6年）
  - 7月16日 - 位置を大字葛川字家岸13番地（現在地）に変更。
  - 12月20日 - 上述の住所に、新校舎落成移転。
- 1934年（昭和9年）
  - 3月14日 - 高等科併置が認可された。
  - 4月1日 - 高等科を併置し、葛川尋常高等小学校と改称。
- 1941年（昭和16年）4月1日 - 国民学校令により、竹館村立葛川国民学校と改称。
- 1947年（昭和22年）4月1日 - 学校教育法により、竹館村立葛川小学校と改称。

### 中学校
- 1947年（昭和22年）4月1日 - 竹館村立葛川中学校を創立する[3]。

### 小中学校
- 1951年（昭和26年）
  - 4月1日 - 大木平分校を設置する。
  - 12月25日 - 講堂新築、2階建校舎増築落成。同日、大木平分校校舎新築。
- 1953年（昭和28年）10月10日 - 電灯設置する。
- 1955年（昭和30年）
  - 3月29日 - 大木が分校廃止。大木平小・中学校の設置認可。
  - 4月1日 - 町村合併（昭和の大合併）により、平賀町立葛川小中学校と改称。同日、大木平分校が独立。葛川小中学校から分離する形で大木平小中学校を創立する。
- 1956年（昭和31年）4月1日 - 大木平小中学校善光寺平分校を設置する。
- 1960年（昭和35年）8月30日 - 簡易水道施設設置（葛川小・中学校）。
- 1963年（昭和38年）11月6日 - 校歌制定（葛川小・中学校）。
- 1972年（昭和47年）12月20日 - 新校舎完成。旧校舎解体。
- 1973年（昭和48年）4月1日 - 大木平小中学校善光寺平分校を廃止。葛川小中学校に統合する。
- 1975年（昭和50年）
  - 4月1日 - 大木平小中学校を統合する。
  - 10月 - NHKより、カラーテレビ1台（20インチ）寄贈される。
- 1978年（昭和53年）
  - 2月20日 - 体育館新築、落成式挙行。
  - 7月26日 - 葛川中学校創立30周年記念式典挙行。
  - 7月30日 - プール完成、落成式挙行。
- 1995年（平成7年）5月15日 - 父母の奉仕作業により土俵完成。
- 2000年（平成12年）11月15日 - 葛川小学校創立100周年記念式典挙行。
- 2006年（平成18年）1月1日 - 町村合併（平成の大合併）により、平川市立葛川小中学校と改称。
- 2009年（平成21年）9月8日 - プールが解体され、遊具が移設された。
- 2013年（平成25年）12月22日 - 葛川小中学校閉校記念式典挙行。
- 2014年（平成26年）3月31日 - 小学校が平川市立金田小学校に、中学校が平川市立尾上中学校に、それぞれ統合され廃校[4]。

## 学区
- 切明、葛川、平六、温川、井戸沢、大木平、一本木[1]

## 周辺
- 国道102号[1][2]
- 八甲田山[1][2]
- びわの平ゴルフ倶楽部[1][2]

## アクセス
- 弘南鉄道弘南線平賀駅より自動車。
- 東北自動車道大鰐弘前インターチェンジより自動車。

## 参考リンク・資料
- 平川市の小学校 - 平川市ホームページ（葛川中学校の出典も同じ）
- 『平賀町誌 上巻』（平賀町・1985年3月1日発行）「第五編教育 第三章学校教育 第二節小学校」1051頁～1052頁「8平賀町立葛川小・中学校 沿革」